# ساليسيلانيليد
ساليسيلانيليد Salicylanilide هو مركب كيميائي وهو أميد حمض الساليسيليك والأنيلين. وتصنف على أنها على حد سواء ساليسيلاميد وأنيليد.
مشتقات ساليسيلانيليد لها مجموعة متنوعة من الاستخدامات الدوائية. وتستخدم المشتقات المكلورة بما في ذلك نيكلوزاميد، oxyclozanide، ورافوكسانيد كمضاد ديدان، خصوصا flukicides. وتستخدم المشتقات المبرومة بما في ذلك  ديبرومسالان، ميتابرومسالان، وثلاثي البرومسالان والمطهرات مع الأنشطة المضادة للبكتيريا ومضادات للفطريات.

## الإستحدامات الطبية
السالسيلالينايد عبارة عن مادة كيميائية من المواد الفعالة المضادة للطفيليات مع فعالية ضد بعض الديدان، مثل: الديدان الشريطية و / أو المثقوبة. جميع السالسيلالينايد لديها طيف ضيق من النشاط، وكل واحد فعال فقط ضد بعض الطفيليات. وهي تستخدم أساسا على الماشية والأغنام، بشكل متقطع جدا على الحيوانات الأليفة أو الخيول.
وأدخلت السالسيلالينايد ديدان في عام 1960 وعام 1970 من قبل العديد من شركات الأدوية.

نيكلوزاميد
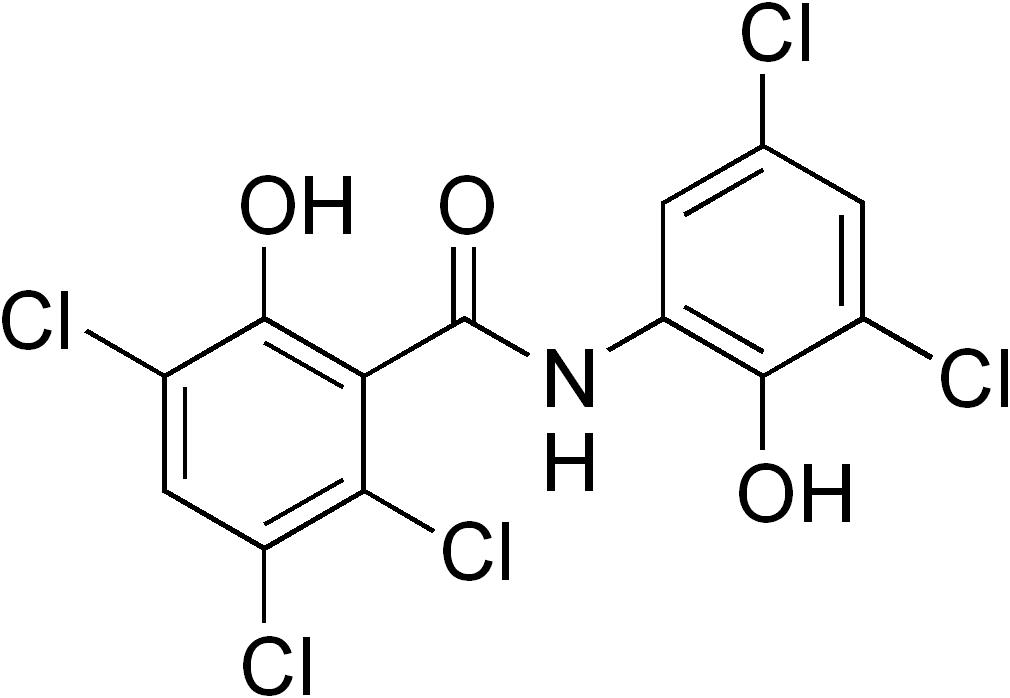
Oxyclozanide
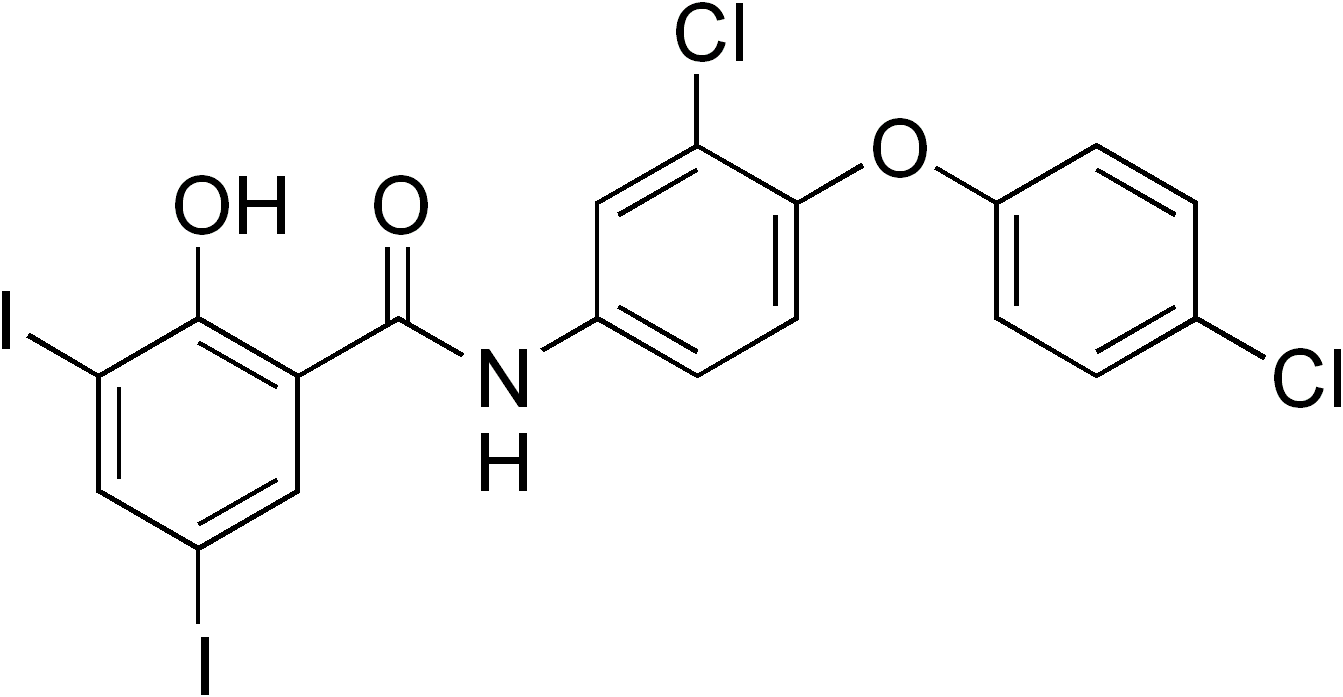
Rafoxanide

الاستخدامات: يمكن أن  يستخدام كعوامل مكافحة للتفسخ.